# ACTミニ・シアター
ACTミニ・シアター（アクトミニ・シアター、1970年代 開館 - 2000年ころ 閉館）は、かつて存在した日本の映画館である。新作上映を中心としないいわゆる名画座であり、16mmフィルムベースによるサイレント映画以来のフィルム・アーカイヴを持ち、同アーカイヴ所蔵以外の作品も上映した。同経営によるACT SEIGEI THEATERについても記述する。

## 略歴・概要
正確な年月日は不明であるが、1970年代のある時期、映画人を含めた人々の資金的支援を受けて開館する。経営は沢健司を代表とする有限会社アクトである。
同館が入居していた「早稲田通りビル」は早稲田通りに面しており、1969年（昭和44年）11月竣工の鉄骨6階建ての住居用も含めた雑居ビルで、1階には早稲田通郵便局が現在も存在し、その右脇の階段を上ると入口があった。客席に椅子席はなく、靴を脱いで入場し、カーペット敷のフラットフロアに座り、寝そべる形式なのが特徴であった。プログラムとして「ACT」を会員・観客等を対象に発行・配布した。
時期によって制度が異なるが、「ACT シネ・フレンド」という会員制度を設け、年会費によってフリーパス、半額等の特典があった。
1977年（昭和52年）6月、映画雑誌『シネ・フロント』6月号に「ACTミニシアター訪問」として、穂積純太郎のルポルタージュにより同館が紹介される。
1986年（昭和61年）には、フィルム・アーカイヴのほかに、今井正、新藤兼人、山田洋次、能登節雄ら映画人を世話人として、書籍等の資料をもつ映画資料館を開設した。同時期に、前川つかさのマンガ『大東京ビンボー生活マニュアル』（『モーニング』連載、1986年 - 1989年）に、同館をモデルとしたとされるフラットフロアの映画館が登場する。1988年（昭和63年）9月には、映画雑誌『シネマ・ジャーナル』7号に代表の沢健司がインタヴューされ、同館が紹介される。
1986年（昭和61年）には、池袋にACT SEIGEI THEATERを開館、1994年（平成7年）9月には、雑誌『太陽』で紹介された。
1990年代には、俳優・監督別の特集上映「日本映画をおもしろくした100人」を長期にわたり行なった。
1999年（平成11年）には、池袋のACT SEIGEI THEATERが閉館。
2000年（平成12年）には、ACTミニシアター西早稲田本館が閉館した。

## データ
- 所在地 : 169-0051 東京都新宿区西早稲田3-14-2 早稲田通りビル2階 [2][11]
- 席数 : 40席 [2]（座席はなく、フラットフロア [1]）
- 代表・支配人 : 沢健司 [2]
- 経営母体 : 有限会社アクト [2]

## 上映したおもな映画
出典のみられるおもな映画である。
- 小津安二郎『大学は出たけれど』[10]、『落第はしたけれど』[10]、『生れてはみたけれど』[10]、『浮草』[10]、『小早川家の秋』[10]
- 成瀬巳喜男『めし』[10]、『石中先生行状記』[10]
- 杉江敏男『香港クレージー作戦』[10]、
- 坪島孝『クレージー作戦 くたばれ!無責任』[10]
- 杉江敏男『無責任遊侠伝』[10]
- 古澤憲吾『ホラ吹き太閤記』[10]、『クレージー大作戦』[10]
- 衣笠貞之助『ある夜の殿様』[10]
- 山本嘉次郎『馬』[10]
- 市川崑『プーサン』[10]
- 小林正樹『あなた買います』[10]
- 鈴木清順『けものの眠り』[12]
- ロベルト・ロッセリーニ『アモーレ』[10]、『無防備都市』[10]

## フィルム・アーカイヴ
下記のようなサイレント映画を中心とした16mmフィルム版のプリントを所蔵し、「古典映画コレクション」として、繰り返し低料金で上映した。アーカイヴの現在の所在は不明である。
- セルゲイ・エイゼンシュテイン『戦艦ポチョムキン』、『ストライキ』
- ジャン・コクトー『オルフェ』
- ロベルト・ヴィーネ『カリガリ博士』
- D・W・グリフィス『イントレランス』
- ルイス・ブニュエル『アンダルシアの犬』、『忘れられた人々』
- ルネ・クレール『幕間』
- トッド・ブラウニング『フリークス』
- ジャン・ルノワール『大いなる幻影』、『どん底』
- アンジェイ・ワイダ『灰とダイヤモンド』
- ジュリアン・デュヴィヴィエ『舞踏会の手帖』
- フェデリコ・フェリーニ『カビリアの夜』
- ヴィットリオ・デ・シーカ『自転車泥棒』
- カール・テオドア・ドライヤー『裁かるゝジャンヌ』
- アルフレッド・ヒッチコック『暗殺者の家』
- ジョルジュ・メリエス『月世界旅行』

## ACT SEIGEI THEATER
ACT SEIGEI THEATER（アクト セイゲイ シアター、1986年6月15日 開館 - 1999年 閉館）は、かつて存在した日本の映画館である。イギリスの映画監督デレク・ジャーマンの作品を特集したオープン記念企画「デレク・ジャーマン映画祭」で幕を開けた。

### データ
- 所在地 : 171-0022 東京都豊島区南池袋1-13-21 和泉屋ビル地階 [3][13]
- 席数 : 50席 [3]
- 代表・支配人 : 沢健司 [3]
- 経営母体 : 有限会社アクト [3]

## 関連事項
- 早稲田通り
- 早稲田大学
- 早稲田松竹
- 高田馬場東映劇場
- 高田馬場パール座

## 関連書籍
- 『大東京ビンボー生活マニュアル』、前川つかさ、講談社、文庫上 2005年 ISBN 4063721043、下  2005年 ISBN 4063721051

## 註
1. 1 2 3 4 5 6 7 8  〈ACTミニシアター〉の昼下がり 前篇、南陀楼綾繁、早稲田古本ネット、2010年11月14日閲覧。
2. 1 2 3 4 5 6  『映画館名簿 1999年版』、『映画年鑑 1999年版』付録、編集日本映画製作者連盟配給部会、発行時事映画通信社、1998年12月1日、p.29.
3. 1 2 3 4 5 6  『映画館名簿 1999年版』、p.32.
4. ↑  早稲田通りビル、クオラ不動産、2010年11月14日閲覧。
5. 1 2 3  高田馬場ACTミニシアター（チラシ画像あり）、女おいどん日記、2010年11月14日閲覧。
6. ↑  バックナンバー 創刊号から300号まで、シネ・フロント、シネ・フロント社、2010年11月14日閲覧。
7. ↑  『キネマ旬報 1986年1月上旬号』（第926号）、キネマ旬報社、1986年1月、p.40.
8. ↑  シネマジャーナル Vol. 7、シネマ・ジャーナル、2010年11月14日閲覧。
9. ↑  『太陽』第399号、平凡社、1994年9月、p.40.
10. 1 2 3 4 5 6 7 8 9 10 11 12 13 14 15 16 17 18 19  〈ACTミニシアター〉の昼下がり 後篇、南陀楼綾繁、早稲田古本ネット、2010年11月14日閲覧。
11. ↑  ACTミニシアター、演劇ライフ、2010年11月14日閲覧。
12. ↑  ACTミニシアター、電脳旋風児 映画が呼んでるぜ、2010年11月14日閲覧。
13. ↑  ACT・SEIGEI-THEATER、演劇ライフ、2010年11月14日閲覧。